# Маккензи, Остин
Не следует путать с актёром Маккензи Эстином.
Остин П. Маккензи (англ. Austin P. McKenzie, род. 24 августа 1993, Меса, Аризона) — американский актёр и певец.

## Биография

### Ранние годы
Остин Маккензи родился 24 августа 1993 года в Месе, штат Аризона. В школьные годы участвовал в театральных постановках. В возрасте 15 лет подрабатывал в летнем лагере для людей с ограниченными возможностями, что вдохновило его на продолжение деятельности в этой сфере. Окончил Колумбийский колледж Чикаго, где изучал язык жестов, планируя работать учителем и сурдопереводчиком.

### Карьера
Широкая известность пришла к Маккензи благодаря мюзиклу «Пробуждение весны» (2014—2016). Первоначально он предложил свои услуги в качестве переводчика для постановки режиссёра Майкла Ардена с участием слабослышащих актёров, но затем согласился пройти прослушивание, и в итоге сыграл главного героя спектакля — Мельхиора. Шоу получило три номинации на «Тони», а работа Маккензи была отмечена премией «Театральный мир» за лучший дебют.
В 2017 году на канале ABC вышел мини-сериал Дастина Лэнса Блэка и Гаса Ван Сента «Когда мы восстанем», где Маккензи играл активиста Клива Джонса. Также актёр исполнял главные роли в фильмах «Речь и дебаты» и «Если бы слова могли убивать». В 2020 году вышел триллер «Неистовый», где он сыграл с Расселом Кроу.
Как музыкант Маккензи выпустил сольные альбомы «Melancholy» (2019), «Nightshade» (2020) и «Somewhere in Space» (2022).

### Личная жизнь
Остин Маккензи состоит в отношениях с актёром и певцом Кевином Макхейлом.

## Работы

### Фильмография
| Год  |     | Русское название                             | Оригинальное название                  | Роль             |
| ---- | --- | -------------------------------------------- | -------------------------------------- | ---------------- |
| 2015 | кор | Прощай, Чарли                                | Goodbye, Charley                       | Чарли            |
| 2017 | с   | Когда мы восстанем                           | When We Rise                           | Клив Джонс       |
| 2017 | ф   | Речь и дебаты                                | Speech & Debate                        | Хауи             |
| 2018 | ф   | Конрад и Мишель: Если бы слова могли убивать | Conrad & Michelle: If Words Could Kill | Конрад Рой       |
| 2019 | кор | Время, необходимое, чтобы добраться туда     | In the Time It Takes to Get There      | обнажённый юноша |
| 2020 | ф   | Неистовый                                    | Unhinged                               | Фред             |

### Театр
- «Пробуждение весны» (2014—2016)

### Дискография
- «Melancholy» (2019)
- «Nightshade» (2020)
- «Somewhere in Space» (2022)

### Видеоклипы
Как исполнитель
- I Belong To You (2019)
- Crazy Beautiful (2019)
- Winter (2020)
- Summer Of Love (2021)
- I’m Not Ready To Go (2021)
- Sending My Love Through the Ether (2022)
- Special (2024)

Как актёр
- Merry Christmas, Happy Holidays (2019, клип Дэвида Арчулеты)
- Faith In Me (2022, клип Дэвида Арчулеты)

## Награды и номинации
| Год  | Премия          | Категория    | Работа            | Результат |
| ---- | --------------- | ------------ | ----------------- | --------- |
| 2016 | Театральный мир | Лучший дебют | Пробуждение весны | Победа    |